# Pere Ubu
Pere Ubu är en amerikansk experimentell rockgrupp som grundades i Cleveland, Ohio 1975. Trots att många av medlemmarna har varit med i bandet under lång tid så är det bara sångaren David Thomas som varit med hela tiden. Gruppens namn är taget från den franske dramatikern Alfred Jarry karaktär Far Ubu (Père Ubu) som han skapade i slutet av 1800-talet.
Bandet har alltid kategoriserats som ett underground-band och har hela tiden haft en liten hängiven publik, inte sällan musiker själva. Bandet har fått något av en kultstämpel och influerat flera generationer av avantgardistiskt lagda musiker.
Trötta på att behöva definiera sin musik har de själva myntat begreppet "Avant Garage" för att spegla gruppen intresse både för experimentell avantgardemusik, och då speciellt konkret musik, lika väl som rå blues med influenser från garagerock. De menar att de är "intresserade av atmosfär, sinnesstämning, drama, energi, subtilitet, fantasi - och inte rockklichéer,". De har också uttalat sig att en av de få organisationer som är betrodda att spela in dem live är Danmarks Radio och detta påstår de beror på danska kungens räddningsaktion för judar under Andra världskriget.

## Medlemmar
Nuvarande medlemmar
- David Thomas (f. David Lynn Thomas 1953 i Miami, Florida) – sång, keyboard, orgel, musette, theremin (1975–1982, 1987–2025)
- Michele Temple (f. 1959 i Van Wert, Ohio) – basgitarr, gitarr (1993– )
- Robert Wheeler (f. Robert Keen Lamb Wheeler 1957 i Cleveland, Ohio) – keyboard, synthesizer, theremin (1994– )
- Keith D. Moliné (f. 1965 i Maidstone, England) – gitarr (2002, 2005–2016, 2016– )
- Gagarin (f. Graham Dowdall 1954 i Lewisham, England) – synthesizer (2007–2016, 2016– )
- Chris Cutler – trummor (1987–1990, 2002–2005, 2019– )
- P.O. Jørgens – trummor, percussion (2019– )

Tidigare medlemmar
- Scott Krauss – trummor (1975–1977, 1978–1981, 1987–1994)
- Allen Ravenstine – synthesizer, saxofon (1975, 1976–1982, 1987–1988)
- Tom Herman – gitarr, basgitarr (1975–1979, 1995–1998, 1998–2002, 2016)
- Tim Wright – basgitarr, gitarr (1975–1976)
- Peter Laughner – gitarr, basgitarr (1975–1976)
- Dave Taylor – synthesizer, orgel (1975–1976)
- Alan Greenblatt – gitarr (1976)
- Tony Maimone – basgitarr, gitarr, keyboard (1976–1982, 1987–1993, 2003–2004)
- Anton Fier – trummor, marimba (1977–1978, 1981–1982)
- Mayo Thompson – gitarr (1979–1982)
- Jim Jones – gitarr, keyboard (1987–1994, 1994–1995)
- Eric Drew Feldman – keyboard (1989–1992)
- Garo Yellin – cello (1993–1994)
- Paul Hamann – basgitarr (1994)
- Scott Benedict – trummor (1994–1995)
- Wayne Kramer – gitarr (1998)
- Andy Diagram – trumpet (1999, 2007)
- Sarah Jane Morris – sång (2009)
- Steven A. Mehlman (f. 1971 i Cleveland, Ohio) – trummor (1995–2002, 2005–2018)
- Darryl Boon (f. 1963 i Hastings, England) – klarinett, saxofon, piano, trummor (2013–2016, 2016–2018)
- Gary Siperko – gitar (2016–2018)
- Christoph Hahn – steelgitarr (2016–2018)

## Diskografi
Studioalbum
- 1978 – The Modern Dance
- 1978 – Dub Housing
- 1979 – New Picnic Time
- 1980 – The Art of Walking
- 1982 – Song of the Bailing Man
- 1988 – The Tenement Year
- 1989 – Cloudland
- 1991 – Worlds in Collision
- 1993 – Story of My Life
- 1995 – Ray Gun Suitcase
- 1998 – Pennsylvania
- 2002 – St. Arkansas
- 2006 – Why I Hate Women
- 2009 – Long Live Père Ubu!
- 2013 – Lady from Shanghai
- 2014 – Carnival of Souls
- 2017 – 20 Years in a Montana Missile Silo
- 2019 – The Long Goodbye

Livealbum
- 1981 – 390° of Simulated Stereo
- 1989 – One Man Drives While the Other Man Screams
- 1999 – Apocalypse Now
- 2000 – The Shape of Things
- 2007 – Oh, Pennsylvania, I Do Remember Thee
- 2008 – The Art of Talking
- 2009 – Waltz Across Texas
- 2009 – Waltz by the Sea
- 2009 – London★Texas
- 2010 – The Annotated Modern Dance
- 2013 – Live at the Longhorn April 1, 1978
- 2014 – Visions of the Moon
- 2014 – Glasgow

EP
- 1978 – Datapanik in the Year Zero
- 1989 – Breath
- 1989 – Cloudland: Compact Disc Sampler
- 1989 – Love Love Love (remixes)
- 1991 – I Hear They Smoke the Barbecue
- 1991 – Oh Catherine / Like a Rolling Stone / Down by the River
- 1991 – Worlds in Collision
- 1995 – Folly of Youth
- 1996 – B Each B Oys See Dee Plus
- 2010 – Lady From Shanghai (Demos)
- 2011 – Lady From Shanghai (Demos) #2
- 2011 – Lady From Shanghai (Demos) #3

Singlar
- 1975 – "30 Seconds Over Tokyo" / "Heart of Darkness"
- 1976 – "Final Solution" / "Cloud 149"
- 1976 – "Street Waves" / "My Dark Ages"
- 1977 – "The Modern Dance" / "Heaven"
- 1979 – "The Fabulous Sequel (Have Shoes, Will Walk)" / "Humor Me" / "The Book Is on the Table"
- 1980 – "Datapanik in the Year Zero-A"
- 1981 – "Not Happy" / "Lonesome Cowboy Dave"
- 1988 – "Talk to Me (Alternate Take)"
- 1988 – "We Have the Technology"
- 1989 – "Breath"
- 1989 – "Love, Love, Love" / "Fedora Satellite" / "Say Goodbye"
- 1989 – "Waiting for Mary" / "Wine Dark Sparks" / "Flat"
- 1991 – "Oh Catherine"
- 1993 – "Kathleen"
- 2002 – "Slow Walking Daddy" / "SAD.TXT"
- 2007 – "Turpentine" / "Petrified"
- 2014 – "Irene" / "Moonstruck (Remix)"
- 2014 – "Golden Surf II"

Samlingsalbum
- 1985 – Terminal Tower
- 1991 – Listen Without Prejudice Volume II
- 1995 – The Hearpen Singles
- 1996 – Warning Bells Are Ringing
- 1996 – Datapanik in the Year Zero (boxed set)

## Övrigt
Det svenska bandet Bob Hunds låt Ett fall och en lösning är en cover på Pere Ubus låt Final Solution från Pere Ubus andra singel som kom 1976.

## Fotnoter
1. ↑  ”Pere Ubus officiella hemsida”. Arkiverad från originalet den 7 juli 2007. https://web.archive.org/web/20070707121800/http://www.ubuprojex.net/protocols.html. Läst 18 juli 2007.